# ボヤンマンダフ
ボヤンマンダフ（モンゴル語: ᠪᠤᠶᠠᠨᠮᠠᠨᠳᠤᠬᠤ Буянмандах Bayanmanduqu）は、中華民国・満州国・中華人民共和国の政治家。モンゴル族。漢語表記は博彦満都、漢名は包雲蔚、字は豹忱。

## 事跡
1925年に内モンゴル人民革命党に参加し、中央執行委員候補兼ジェリム盟支部長となった。1932年（大同元年）4月、ボヤンマンダフは満州国の興安南省民政庁長に就任する。1942年（康徳9年）4月、興安南省省長に昇進した。翌1943年（康徳10年）10月、興安総省成立とともに、興安総省省長に昇格し、満州国滅亡まで同職にあった。なおこの期間にあっても、ボヤンマンダフは中国共産党の人士を密かに庇護し、経済的支援も与えている。
満州国滅亡後の1946年（民国35年）1月、ボヤンマンダフはモンゴル族上流階層の人物を率いて、ヒンガン盟（興安盟）の葛根廟において東モンゴル自治政府を組織し、自ら主席に就任した。しかし同年5月、ウランフが組織した内モンゴル自治運動連合会に合流し、その副主席に任ぜられている。
1947年に内モンゴル自治区が成立すると、ボヤンマンダフもこれに参加した。以後、内モンゴル自治政府第1期臨時参議会議長、内モンゴル自治区人民政府委員、参事室主任、自治区政治協商会議常務委員、中国人民政治協商会議全国委員会第3～5期委員を歴任した。
1980年、死去。享年87。